# マラノーチェ
『マラノーチェ』（Mala Noche）は、ガス・ヴァン・サント監督による1986年のアメリカ合衆国の映画。

## あらすじ
ウォルト（ティム・ストリーター）は、雑貨屋で働くゲイの青年だ。ある日、メキシコから来たジョニー（ダグ・クーヤティ）に一目惚れする。しかし、英語がわからないジョニーには、ウォルトの想いが伝わらない。もどかしい気持ちを抱えたまま、ウォルトはジョニーの友人であるロベルト（レイ・モンジュ）と一夜を共にする。

## キャスト
- ティム・ストリーター
- ダグ・クーヤティ
- レイ・モンジュ

## 発表
1986年、ベルリン国際映画祭で上映された。
日本では2007年7月21日より、シネマライズにて初公開された。

## 評価
Rotten Tomatoesでは21件のレヴューで95%を獲得した。
本作と『ドラッグストア・カウボーイ』『マイ・プライベート・アイダホ』で「ポートランド三部作」といわれる。